# Stanisław Brzeski
Stanisław Brzeski (né le 21 avril 1918 à Lipnik en Pologne - mort le 3 décembre 1972 à Norwich) est un pilote de chasse polonais, as des forces armées polonaises de la Seconde Guerre mondiale.

## Biographie
Stanisław Brzeski est né le 21 avril 1918 à Lipnik en Pologne, en 1932 il entre à l'école des sous-officiers pour les mineurs à Nisko, et la termine en 1935. Il reçoit son affectation au 77e régiment d'infanterie puis il est muté à sa demande dans la force aérienne et devient pilote de chasse.
 Le 3 septembre 1939 il détruit un ballon d'observation allemand, le lendemain il escorte des bombardiers PZL.23 Karaś mais la Flak endommage son avion et Brzeski est obligé d'atterrir d'urgence. Il réussit de revenir dans son unité le jour-même. La nuit du 18/19 septembre 1939 il est évacué en Roumanie, ensuite via la Yougoslavie il arrive le 19 novembre en France. Après la défaite de la France, il gagne l'Angleterre. Il est tout d'abord affecté à la 307e escadrille de chasse polonaise, et le 14 octobre 1940 il est incorporé dans la 303e escadrille de chasse polonaise. Stanisław Brzeski remporte sa première victoire aérienne le 10 février 1941 en abattant un Bf 109 au-dessus de Dunkerque.
Le 21 mai 1944 il est touché par la Flak au-dessus d'Abbeville et atterrit légèrement blessé. Capturé par les Allemands il est envoyé au Stalag Luft III à Żagań. En janvier 1945 il est transféré dans l'ouest de l'Allemagne où il est finalement libéré le 22 avril 1945.
Après la guerre il reste au Royaume-Uni et sert dans la RAF en tant qu'instructeur et contrôleur aérien.
Le capitaine Stanisław Brzeski est titulaire de 8 victoires homologuées.

## Decorations
- Ordre militaire de Virtuti Militari
- La croix de la Valeur Krzyż Walecznych - 4 fois
- Distinguished Flying Cross - britannique